# Сан Хосе, Исидоро
Исидоро Сан Хосе Позо (род. 27 октября 1955, Мадрид) — испанский футболист, защитник. Участник футбольного турнира Летних Олимпийских игр 1976 года и чемпионата мира по футболу 1978 года.

## Клубная карьера
Защитник начал карьеру в «Кастилье» в 1974 году в Терсере. В 1976 году Сан Хосе провёл первый матч за мадридский «Реал». В составе «королевского клуба» футболист неоднократно побеждал во внутренних и международных соревнованиях. Исидоро завершил карьеру в Сегунде В в 1988 году.

## Карьера в сборной
В 1976 году Исидоро Сан Хосы сыграл два матча за олимпийскую сборную Испании.
В 1977 году в матче против Югославии защитник впервые сыграл за национальную сборную Испании. Защитник был включён в заявку сборной на чемпионат мира 1978 года. На турнире он сыграл три матча, а сборная не вышла из группы. Последний матч за сборную Исидоро сыграл 14 ноября 1979 года против Дании.

## Достижения
- Чемпион Испании (4): 1977/78, 1978/79, 1979/80 , 1985/86
- Обладатель Кубка Короля (2): 1979/80 , 1981/82
- Обладатель Кубка испанской лиги: 1984/85
- Обладатель Кубка УЕФА (2): 1984/85, 1985/86